# Neomochtherus alaicus
Neomochtherus alaicus är en tvåvingeart som beskrevs av Pavel Lehr 1996. Neomochtherus alaicus ingår i släktet Neomochtherus och familjen rovflugor. Inga underarter finns listade i Catalogue of Life.